# Vasectomía

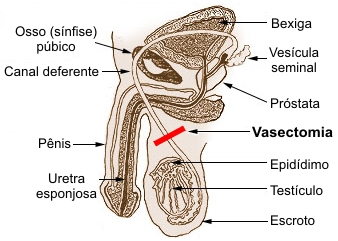
Área dónde se hace el corte en la vasectomía

La vasectomía o deferentectomía consiste en la sección y ligadura de los conductos deferentes. Como consecuencia, en poco tiempo el semen eyaculado no contiene espermatozoides. Es un método de control natal o anticonceptivo, con tasas muy altas de seguridad y efectividad, el mismo puede revertirse, aunque la probabilidad de recuperar la fertilidad y lograr un embarazo disminuye a medida que pasa el tiempo entre la realización de la vasectomía y su revocación.

## Procedimiento
Bajo asepsia (que debe incluir afeitado del campo operatorio) y anestesia local, un especialista en urología hace una pequeña incisión en la parte anterior del escroto o bien dos laterales. Los conductos seminales (o deferentes) se sacan a través de la incisión, se cortan y se ligan tras extraer un segmento, de forma que los dos extremos de cada conducto quedan anudados y separados entre sí. Los procedimientos en que no se secciona un segmento de los deferentes están en desuso por mayor porcentaje de fallos. A continuación se introducen nuevamente los conductos en el escroto. El sangrado es mínimo, y la herida suele requerir algún punto reabsorbible aunque a veces no lo precisa: se realiza presión para contribuir a su cierre.
Se recomienda no haber tomado antiinflamatorios como la aspirina por lo menos una semana antes y después de la operación, porque pueden incrementar el riesgo de sangrado.
Recientemente se ha desarrollado la técnica de Vasectomía Sin Bisturí (VSB) que ha mejorado notablemente el concepto quirúrgico de vasectomía. Es una técnica con un porcentaje mucho menor de complicaciones respecto a la vasectomía convencional y en la actualidad es el procedimiento gold standard por la Asociación Americana de Urología para la práctica de vasectomía.
La VSB nace con la idea de realizar la intervención con el mínimo trastorno y mínimas molestias. Su particularidad más básica reside en un instrumental único y específico para tal fin. De hecho el corte no lo practica el bisturí convencional sino que se realiza mediante una pinza que provoca la apertura de la piel separando, y no cortando, sus fibras.
Los resultados han mostrado menos hematomas, infecciones y otras complicaciones con un porcentaje total de 0,4 % para la vasectomía sin bisturí frente a un 3,1 % para la vasectomía convencional.[cita requerida]

## Complicaciones
Aparte de algunos efectos secundarios de corto plazo como comezón, sangrado o infecciones, este procedimiento puede ocasionar un dolor crónico en el escroto o en la pelvis conocido como síndrome de dolor post-vasectomía. Según un estudio realizado en 1992 sobre 172 varones que se habían practicado una vasectomía cuatro años atrás, el 33 % de ellos había experimentado algunas molestias crónicas en los testículos que no afectaban a su vida diaria, el 15 % había experimentado molestias crónicas que sí lo afectaban, y el 4 % había experimentado dolor testicular severo que resultó en intervención quirúrgica.
Kevin Hauber, autor del libro If It Works, Don't Fix It! What Every Man Should Know BEFORE Having a Vasectomy, (Si funciona, ¡no lo arregles! Lo que todo hombre debería saber ANTES de practicarse una vasectomía), advierte sobre las múltiples complicaciones que pueden resultar de este procedimiento quirúrgico. Hauber se practicó una vasectomía en 1999 y desde entonces ha sufrido severos dolores para los que no ha encontrado ninguna cura.

## Otras consideraciones
La reversión de la vasectomía, llamada vasovasostomía, tiene actualmente tasas muy altas de seguridad y efectividad, de hasta un 90%. Es una cirugía ambulatoria, al igual que la vasectomía misma, que se puede realizar con anestesia local. Pero no todos los pacientes logran quedar recanalizados, eso va a depender de qué tanto tiempo lleve el paciente de haber sido vasectomizado, es decir, a menor tiempo de hecha la vasectomía más posibilidades hay de embarazar. Aunque se logre la recanalización, en la práctica se ha visto que la efectividad a la hora de conseguir el embarazo se ve reducida a un 50%, es por ello que lo recomendable es que la operación se lleve a cabo solo cuando se está seguro de que no se quiere tener más descendencia. Aun así, se suele recomendar a los pacientes que congelen semen antes de la operación. También se podría recurrir al ICSI mediante biopsia testicular o aspiración de espermatozoides, aunque es más cara.

## La vasectomía como método anticonceptivo
Este procedimiento presenta ventajas e inconvenientes:

### Ventajas
- Uno de los métodos anticonceptivos más eficaces, ya que tiene una efectividad superior al 99% en la protección contra embarazos.

- Libre de error humano. No hay forma de que se pueda cometer un error o usarla mal, como ocurre con el preservativo, donde la efectividad se ve reducida en la práctica.

### Inconvenientes
- Efectos secundarios. La mayoría de los hombres no tienen ningún problema. Sin embargo, todos los procedimientos médicos tienen algún posible riesgo. Los riesgos más comunes de una vasectomía son las infecciones, pero suelen ser leves y se pueden tratar con antibióticos. También se puede tener dolor, sangrado, hematomas o hinchazón después del procedimiento.

- No evita contagio por ETS. El semen aún puede portar ETS, aunque no contenga esperma. La mejor forma de protegerte a ti y a tu pareja contra las ETS es realizarse pruebas o usar el preservativo.

- Posible reversión espontánea. La incidencia de recanalización espontánea de los conductos deferentes se calcula en 1 de cada 4000 casos, por lo cual el fallo de la vasectomía es extraordinariamente raro, pero existe.

## Efectos
Después de la operación todavía hay espermatozoides almacenados, de modo que se debe usar otro método de anticoncepción hasta que el espermiograma revele que el conteo espermático es igual a cero, esto ocurre aproximadamente a los 3 meses. Esto se debe a que hay un remanente de espermatozoides circulantes que quedan atrapados en las vías espermáticas distales a la ligadura deferencial.
Este procedimiento no tiene efecto alguno sobre la provisión de sangre y hormonas a los genitales, de modo que no afecta la erección ni la libido del varón.